# Камий Юйсманс
Жан Жозеф Камий Юйсманс (на нидерландски: Jean Joseph Camille Huysmans) е фламандски политик от Белгийската социалистическа партия. Той е министър-председател през 1946 – 1947 година.

## Биография
Камий Юйсманс е роден на 26 май 1871 година в Билзен. Завършва немска филология в Лиежкия университет, след което работи като учител, журналист в различни социалистически издания и в профсъюзите. От 1908 година е общински съветник в Брюксел, а от 1910 година – и депутат. През 1905 – 1921 и отново през 1939 – 1944 година е секретар на Социалистическия интернационал. Привърженик на фламандското национално движение, той участва още в първите кампании за въвеждането на нидерландския език в обучението в Гентския университет.
От 1921 до 1933 година Камий Юйсманс отговаря за образованието в Антверпен, а през 1925 – 1927 година е министър на изкуството и просветата в кабинетите на Проспер Пуле и Анри Яспар. През 1933 година става кмет на Антверпен, през 1936 – 1939 година е същевременно и председател на Камарата на представителите, а по време на германската окупация през Втората световна война емигрира в Лондон.
След края на окупацията Юйсманс отново е кмет на Антверпен до 1946 година, когато оглавява просъществувало 7 месеца коалиционно правителство на социалисти, либерали и комунисти. В следващия кабинет на Пол-Анри Спак (1947 – 1949) е министър на просветата. През 1954 – 1958 година отново председателства долната камара на парламента.
Камий Юйсманс умира на 23 февруари 1968 година в Антверпен.
1. ↑  www.ars-moriendi.be //   Посетен на 5 януари 2018 г.